# Robert Jactat
 Robert Jactat, né le 28 mars 1885 à Rethel et mort le 6 juillet 1980 à Reims, est un architecte français impliqué dans la reconstruction de Reims après la Grande Guerre. 
De 1920 à 1930, Robert Jactat a déposé à Reims quatre vingt sept permis de construire.

## Biographie
Robert Jactat, né à Rethel le 28 mars 1885.
Il est l’élève d’Émile Dufay-Lamy et de Pierre Bouchette.
Il est l’oncle de l’architecte Jean Urbain (1920-1960).
Il était membre de la société des architectes de la Marne, vice-président de l'AP (Association provinciale) en 1933.
Il a été membre titulaire de la Société des amis du vieux Reims.
Il décède le 6 juillet 1980 à Reims.

## Distinctions
- Chevalier de l'ordre de la Légion d'honneur (Par décret en date du 13 mars 1933),
- Croix de guerre[2],
- Officier d'académie[1].

## Réalisations
- 36 Place d'Erlon à Reims,
- 3 Rue du Jard à Reims : immeuble remarquable dont seule la façade ordonnancée est conservée, l’intérieur a été entièrement reconstruit après 1918. Il est repris comme éléments de patrimoine d’intérêt local[3],
- 14 rue voltaire à Reims : maison art déco reprise à l’inventaire général du patrimoine du Grand-Est[4].
- Cité-jardin Saint-Léonard constituée de 44 maisons construite par le Foyer rémois dans les années 1920,
- Monument aux Morts de la commune de Bourgogne (Marne),
- Chapelle de l’Institution Notre-Dame " Les Oiseaux’’ à Verneuil-sur-Seine[5].

## Galerie photos

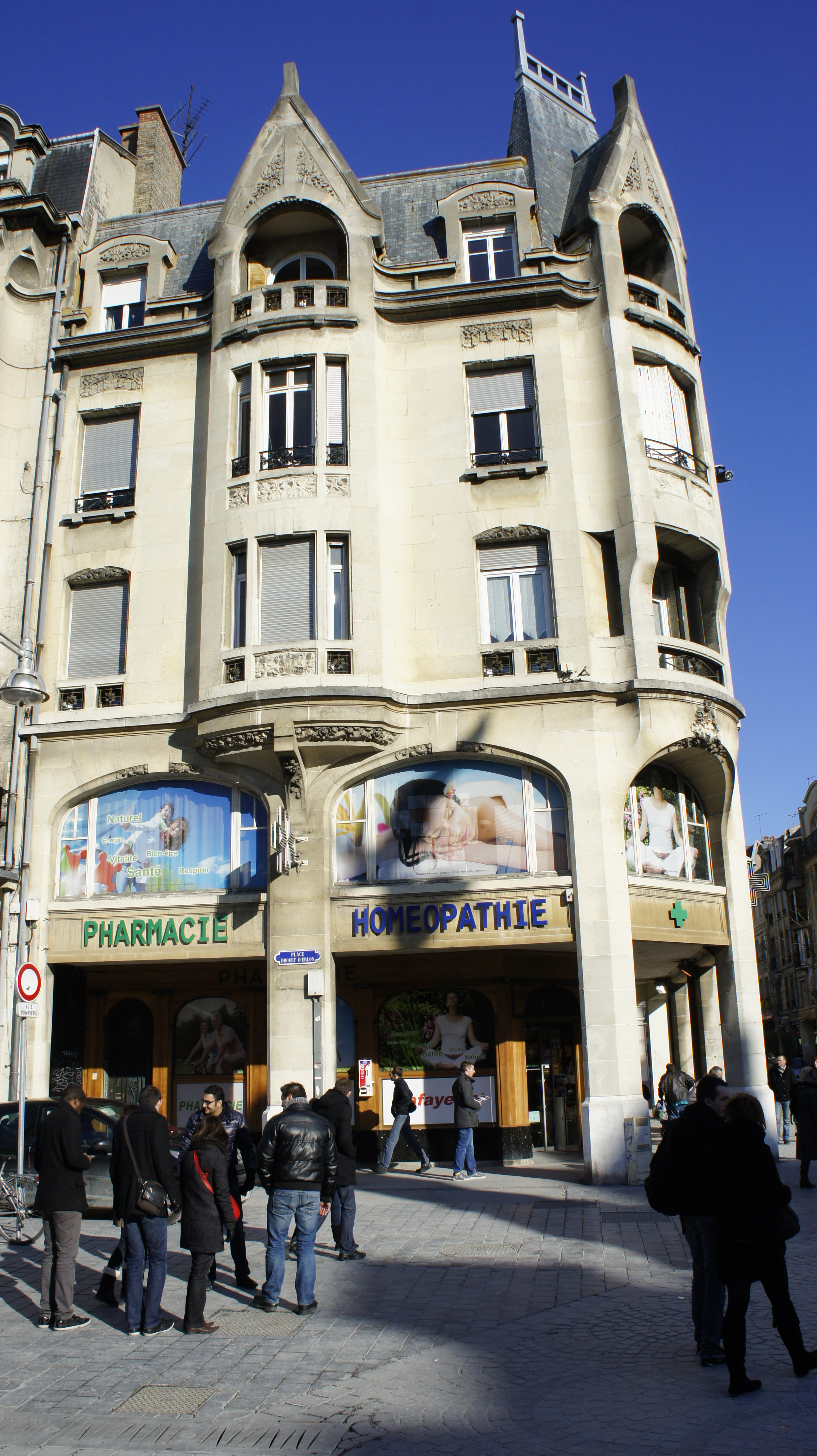
36 Place d'Erlon à Reims.
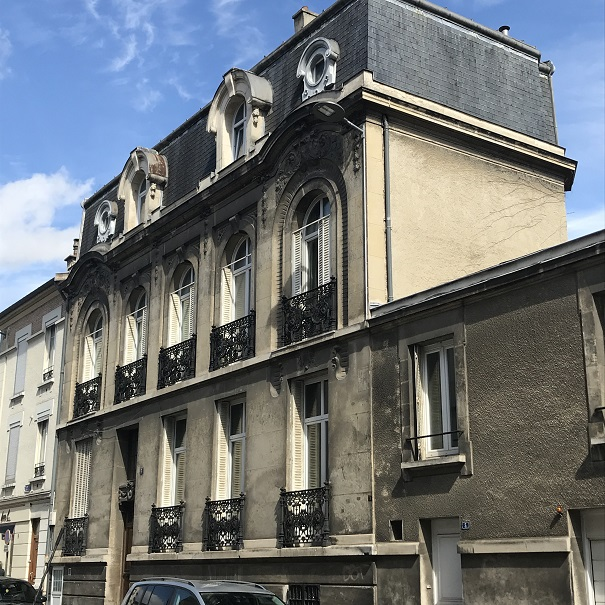
3 rue du Jard à Reims.
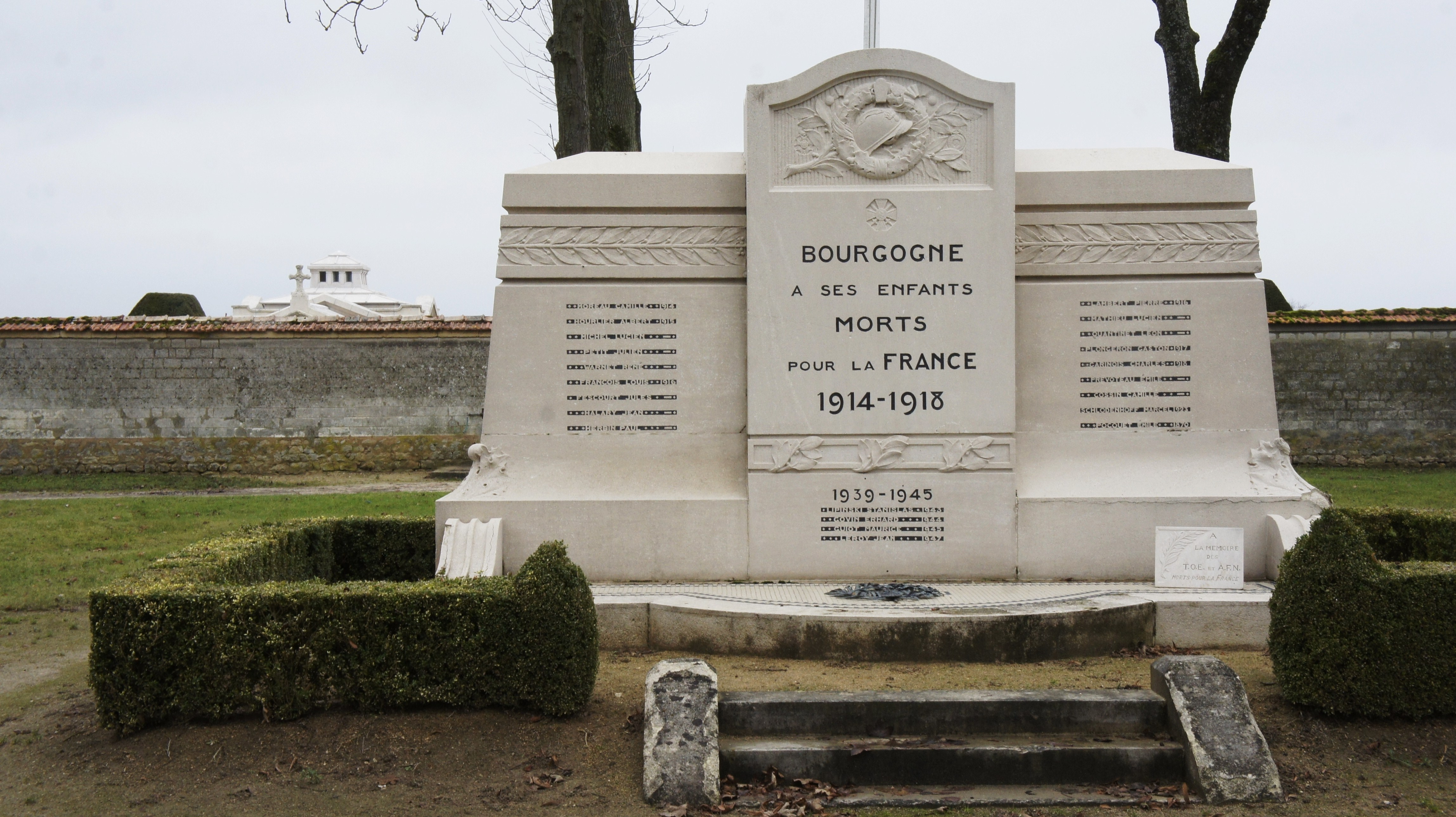
A Bourgogne.